# Éric Chaney
Pour les articles homonymes, voir Chaney.
Éric Chaney, né le 21 août 1951 à Agadir, est un économiste français, principalement connu pour avoir exercé la fonction de chef économiste du groupe Axa de 2008 à 2016.

## Biographie

### Jeunesse et études
Il effectue des études de mathématiques au Lycée du Parc puis à l'Université Claude-Bernard-Lyon-I, et obtient l'agrégation de mathématiques en 1976, puis un diplôme d'administrateur de l'ENSAE en 1988.

### Parcours professionnel
Il fut professeur de mathématiques et de 1979 à 1985 rédacteur en chef de la revue mathématique "L'Ouvert".
En 1992, il est nommé « chef de bureau de synthèse internationale » au Ministère de l'Économie, des Finances et de l'Industrie puis « chef de la division synthèse conjoncturelle » à l'INSEE en 1993. Il devient parallèlement maître de conférences à l'École nationale d'administration entre 1993 et 1996.
En 1995, il entre à la banque Morgan Stanley dont il devient « chef économiste Europe » en 2000.
De 1997 à 2014, il siège au Conseil Économique de la Nation.
En 2008, il devient chef économiste du groupe Axa, fonction qu'il quitte en 2016 pour prendre sa retraite.
Il fut aussi membre du Conseil scientifique de l’Autorité des Marchés Financiers de 2014 à 2017.
Il continue cependant de travailler en conseillant des entreprises, financières et non-financières, sur les questions économiques, par l’intermédiaire de sa société, EChO.

### Responsabilités
Il exerce la fonction de conseiller économique de l'Institut Montaigne depuis 2017.
Il a été nommé au Centre d'études prospectives et d'informations internationales par décret du 6 novembre 2010.
Il est également vice-Président du Conseil d’administration de l'Institut des Hautes Études Scientifiques depuis 2014.

## Prises de positions
Lors de l'élection présidentielle française de 2012, il signe avec dix-huit autres économistes un appel à voter Nicolas Sarkozy au second tour.
En plus de ses nombreux articles académiques, il publie régulièrement des tribunes dans la presse, notamment dans le journal Le Monde.